# Marcos Mion
Marcos Chaib Mion (São Paulo, 20 de junho de 1979) é um apresentador, ator e ativista social brasileiro. É ativista na causa autista, a qual se engajou após ter um filho autista. Mion é formado desde 2005 em comunicação social pela Pontifícia Universidade Católica de São Paulo.

## Biografia
Marcos Chaib Mion possui ascendência árabe, por parte materna, e italiana, por parte paterna. Nasceu em uma família de classe média alta de São Paulo, sendo o segundo filho do médico e professor da Universidade de São Paulo (USP) Décio Mion Júnior, e da psicóloga e psicanalista Carmem Chaib Mion. Ele teve uma formação com forte base literária e voltada para o teatro, tendo uma preferência particular pela obra de Shakespeare, e com apenas 17 anos já dava aulas de artes cênicas.

## Carreira
Mion iniciou sua carreira na televisão como ator, em 1999, no seriado da TV Globo Sandy & Junior. Após completar seu contrato em 2000, transfere-se para a MTV, que já tinha o aprovado em um teste anterior, apresentando os programas Supernova e Piores Clipes do Mundo. Em 2001, ele fez o filme De Cara Limpa, em que interpretava André. Com o sucesso do programa Piores Clipes do Mundo, foi para a Rede Bandeirantes em 2002, apresentando o programa Descontrole, que se caracterizava pelo humor espontâneo e escrachado em função de improvisos ao vivo. No programa, contava com personagens como Cidão, uma versão gorda do apresentador, o Anão Tosco e o Corvo. Por motivos jurídicos, o perfil do programa teve de sofrer alterações, sendo esta a condição para que continuasse no ar. Por conseguinte, surgiu o programa Sobcontrole.

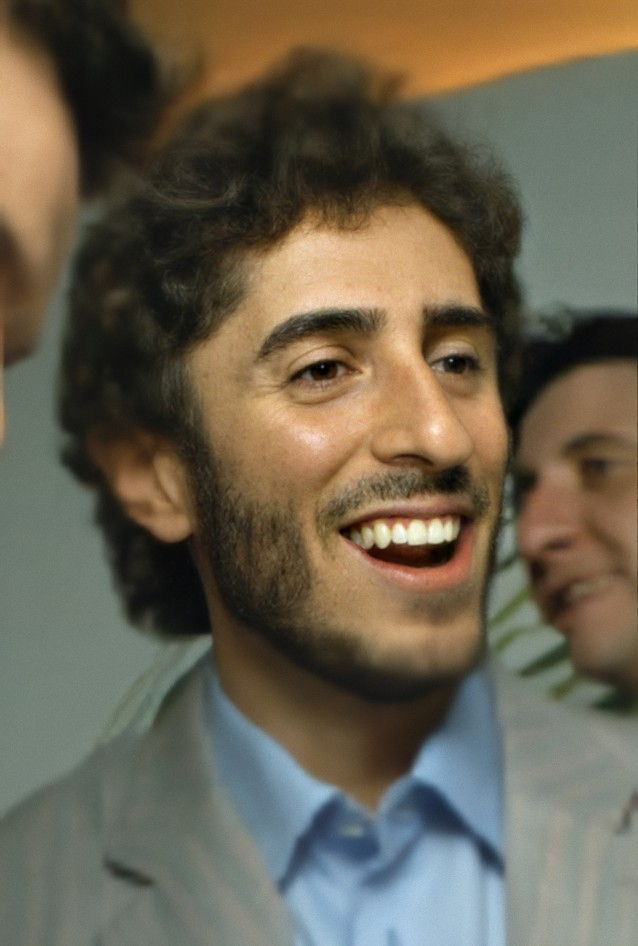
Mion em 2006

Mion interpretou um cabeleireiro no filme estrelado por Luciano Huck e Angélica, Um Show de Verão (2004). Depois retornou à MTV, onde apresentou o programa Covernation – no qual surgiu o seu cover, "Mionzinho" –, o The Nadas, juntamente com Felipe Solari e André Vasco, e o programa Mucho Macho em 2007. Paralelamente, atuou em uma novela da RecordTV, Bicho do Mato, interpretando Emílio Redenção. Atuou, ainda, em peças de teatro como Mãos ao Alto, SP!, Camila Baker - A Saga Continua e um espetáculo da peça Kopenhagen.
Também, no final de 2007, estreia o programa Descarga MTV. No início, Mion apresentava sozinho o programa que tinha como principal objetivo mostrar o que aconteceu de pior em todas as edições do MTV Video Music Brasil. Em 2008, apresentou o programa Quinta Categoria, ao lado de Cazé Peçanha. Com a mudança de formato, em 2009, Cazé despediu-se do programa, sendo substituído pelo grupo Os Barbixas.
Mion fez participações em videoclipes de artistas como Patrícia Coelho, Sidney Magal e Jay Vaquer. Dirigiu o clipe "Cinderela", do rapper C4bal, e "Sem Sair do Lugar" da banda Aliados 13, juntamente a Mauricio Eça.  Ganhou o Twitter do Ano no VMB 2009. No final de 2009, assina contrato com a RecordTV e, em abril de 2010, estreia no comando do programa Legendários.
Em 2012, passou comandar o programa Ídolos. Em 2015, fez a peça Deixa Solto!, que estreou em Goiânia. Em 29 de novembro de 2017, Marcos Mion, deixou de apresentar o programa Legendários, mas continuou gravando o quadro Vale a Pena Ver Direito para seu canal no Youtube. Ainda em 2017, comandou o reality show A Casa. Em maio de 2018, foi confirmado como novo apresentador do reality show A Fazenda, conduzindo as temporadas 10, 11 e 12.
Em Janeiro de 2021, o jornalista Leo Dias divulgou no site Metrópoles que Marcos Mion estava negociando com Boninho um possível contrato de apresentador com a TV Globo em 2022, pois o térmico de seu contrato com a Record TV se encerraria em dezembro de 2021. Na mesma semana da publicação da matéria, a Record TV desligou o apresentador do comando de A Fazenda 13 e rescindiu o seu contrato a partir de uma cláusula beneficente à empresa de não pagamento de multa e indenização. O apresentador soube desta decisão através da imprensa.
Em Março de 2021, foi convidado por Boninho para apresentar a volta do reality show No Limite, porém, seu último contrato com a Record TV o impedia de apresentar realitys shows na TV aberta.
Em Abril de 2021 anunciou seu contrato com a Netflix Brasil, sendo encerrado em novembro do mesmo ano devido a contratação pela TV Globo.
Em Agosto de 2021, o apresentador assinou contrato com a TV Globo e Multishow. Ele foi cotado pela TV Globo para conduzir e encerrar o programa Caldeirão até o final de 2021, cumprindo o plano comercial deixado pelo programa Caldeirão do Huck.
Em Outubro de 2021, a pedido e apelo do público, o apresentador foi efetivado no programa, substituindo oficialmente Luciano Huck nas tardes de sábado da emissora.
Em março de 2022, o programa foi reformulado e recebeu o título de Caldeirão com Mion.
No Multishow, canal pertencente ao Grupo Globo, o apresentador apresenta as transmissões do Rock in Rio e Lollapalooza.
No início de 2025, Mion lançou seu primeiro filme como protagonista (além de ter escrito o roteiro inicial e feito a produção): MMA - Meu Melhor Amigo, interpretando o papel de Max Machadada. O filme, dirigido por José Alvarenga, com roteiro de Marcos Mion e Paulo Cursino, é produzido pelo Formata em parceria com a Star Original Productions (Disney) e da Globo Filmes, teve sua estreia em 16 de janeiro de 2025 nos cinemas e aborda temas como conexão familiar, luta e autismo.

## Vida pessoal
Em 1994, o irmão mais velho de Mion, Marcelo, morreu ao cair do vão livre do Museu de Arte de São Paulo (MASP), enquanto celebrava a aprovação no vestibular de medicina da Universidade de São Paulo. O episódio deixou Mion, que tinha apenas 14 anos, com uma depressão que chegou a levar a um peso de 103 quilos na adolescência. Ele atribui, além do tratamento medicamentoso e psicológico, o teatro como sua maior motivação para buscar a cura da depressão. Em 1996, aos 17 anos, Mion sofreu um acidente de carro enquanto voltava de uma boate com seu melhor amigo, Carlos. Uma moto ultrapassou o semáforo enquanto o carro passava, batendo fortemente contra o veículo. Carlos, que dirigia, foi atingido e morreu.
Em 18 de março de 2005, Mion se casou com a designer de moda Suzana Gullo. O casal tem três filhos, Romeo (nascido em 23 de junho de 2005), Donatella (nascida em 19 de setembro de 2008) e Stefano (nascido em 29 de março de 2010). Em 2007, aos dois anos de idade, seu filho Romeo foi diagnosticado com autismo.

### Defesa da causa autista
Os esforços de Mion pela causa de pessoas com transtornos do espectro autista foram reconhecidos com a aprovação da Lei Romeo Mion, que habilita a criação da Carteira de Identificação da Pessoa com Transtorno do Espectro Autista (Ciptea), que atesta a prioridade nas áreas de saúde, educação e assistência social para pessoas afetadas pelo transtorno. A lei recebeu o nome do seu filho, Romeo, diagnosticado com autismo aos dois anos de idade.

## Filmografia

### Televisão
| Programas        | Programas                            | Programas               | Programas                   | Programas         |
| Ano              | Título                               | Função                  | Nota                        | Emissora          |
| ---------------- | ------------------------------------ | ----------------------- | --------------------------- | ----------------- |
| 2000             | Supernova MTV                        | Apresentador            |                             | MTV Brasil        |
| 2000–2001        | Piores Clipes do Mundo               | Apresentador            |                             | MTV Brasil        |
| 2001–2002        | Uá Uá MTV                            | Apresentador            |                             | MTV Brasil        |
| 2002             | Descontrole                          | Apresentador            |                             | Rede Bandeirantes |
| 2002–2003        | Sobcontrole                          | Apresentador            |                             | Rede Bandeirantes |
| 2004             | Um VJ, um Ator e Umas Mentiras       | Apresentador            |                             | MTV Brasil        |
| 2005–2007        | Covernation                          | Apresentador            |                             | MTV Brasil        |
| 2007–2009        | Descarga MTV                         | Apresentador            |                             | MTV Brasil        |
| 2008–2009        | Quinta Categoria                     | Apresentador            |                             | MTV Brasil        |
| 2010–2017        | Legendários                          | Apresentador            |                             | Record            |
| 2012             | Ídolos                               | Apresentador            |                             | Record            |
| 2017             | A Casa                               | Apresentador            |                             | Record            |
| 2017             | Dancing Brasil Especial              | Participante (Vencedor) | Especial de Fim de Ano      | Record            |
| 2018–2020        | A Fazenda                            | Apresentador            |                             | Record            |
| 2019             | Retrospectiva dos Famosos            | Apresentador            | Especial de Fim de Ano      | Record            |
| 2021–presente    | Caldeirão com Mion                   | Apresentador            |                             | TV Globo          |
| 2022             | Lollapalooza Brasil                  | Apresentador            |                             | TV Globo          |
| 2022             | Túnel do Amor                        | Apresentador            |                             | Multishow         |
| 2022–presente    | Criança Esperança                    | Apresentador            |                             | TV Globo          |
| 2022             | Rock in Rio                          | Apresentador            |                             | TV Globo          |
| 2022             | Prêmio Multishow                     | Apresentador            |                             | Multishow         |
| 2023             | The Town                             | Apresentador            |                             | TV Globo          |
| 2024             | Madonna: The Celebration Tour in Rio | Apresentador            |                             | TV Globo          |
| Novelas e Séries |                                      |                         |                             |                   |
| Ano              | Título                               | Função                  | Nota                        | Emissora          |
| 1999             | Sandy & Júnior                       | Max Müller              |                             | TV Globo          |
| 2005             | Megaliga MTV de VJs Paladinos        | Marcos Mion             |                             | MTV               |
| 2005             | The Nadas                            | Mion                    |                             | MTV               |
| 2006             | Avassaladoras: A Série               | Rodrigo                 | Episódio: "Tecnologia"      | Record            |
| 2006             | Prova de Amor                        | Ele mesmo               | Episódio: "10 de julho"     | Record            |
| 2006–07          | Bicho do Mato                        | Emílio Camargo Redenção |                             | Record            |
| 2017–18          | Detetives do Prédio Azul             | Bruxo Mark              |                             | Gloob             |
| 2023             | Compro Likes                         | Isclacer                | Episódio: "#WagnerTheActor" | Star+             |

### Cinema
| Ano  | Título                 | Personagem    |
| ---- | ---------------------- | ------------- |
| 2000 | De Cara Limpa          | André         |
| 2004 | Um Show de Verão       | Cabeleireiro  |
| 2007 | O Magnata              | Irmão da Rê   |
| 2010 | Muita Calma Nessa Hora | Cebola        |
| 2017 | Amor.com               | Felipe        |
| 2025 | MMA - Meu Melhor Amigo | Max Machadada |

### Dublagem
| Ano  | Título                                | Personagem             |
| ---- | ------------------------------------- | ---------------------- |
| 2001 | Como Cães e Gatos                     | Malhado (voz)          |
| 2009 | O Golfinho: A História de um Sonhador | Daniel (voz)           |
| 2014 | Operação Big Hero                     | Fred / Fredzilla (voz) |
| 2022 | Lightyear                             | Buzz Lightyear (voz)   |

### Internet
| Ano           | Título      | Cargo        | Nota                       |
| ------------- | ----------- | ------------ | -------------------------- |
| 2017–presente | Marcos Mion | Apresentador | Youtube                    |
| 2022          | Novelei     | Adauto       | Episódio: "Avenida Brasil" |

### Videoclipes
| Ano  | Artista/Banda | Música (Videoclipe) | Ref.   |
| ---- | ------------- | ------------------- | ------ |
| 2001 | Jay Vaquer    | A Miragem           | [ 56 ] |
| 2014 | Aliados       | Águas Passadas      | [ 57 ] |

## Teatro
| Ano  | Título                        | Personagem              |
| ---- | ----------------------------- | ----------------------- |
| 2005 | Camila Baker- A Saga Continua | Vários personagens      |
| 2007 | Mãos ao Alto                  | Manco/Rodrigues/Mariano |
| 2015 | Deixa Solto                   | Vários personagens      |
| 2019 | Zorro - Nasce uma Lenda       | Ramon                   |

## Prêmios e indicações
| Ano  | Prêmio                         | Categoria                             | Indicação             | Resultado | Ref.          |
| ---- | ------------------------------ | ------------------------------------- | --------------------- | --------- | ------------- |
| 2018 | Troféu UOL TV e Famosos        | Melhor Apresentador: Crítica          | A Fazenda             | Venceu    | [ 59 ]        |
| 2018 | Troféu UOL TV e Famosos        | Melhor Apresentador: Público          | A Fazenda             | Venceu    | [ 59 ]        |
| 2018 | Prêmio Área VIP                | Melhor Apresentador de TV             | A Fazenda             | Venceu    | [ 60 ]        |
| 2019 | Prêmio Área VIP                | Melhor Apresentador de TV             | A Fazenda             | Indicado  | [ 61 ]        |
| 2020 | Splash Awards                  | Melhor Apresentador de Reality        | A Fazenda             | Venceu    | [ 62 ]        |
| 2020 | Prêmio Área VIP                | Melhor Apresentador                   | A Fazenda             | Venceu    | [ 63 ]        |
| 2021 | Troféu Internet                | Melhor Apresentador                   | A Fazenda             | Pendente  | [ 64 ]        |
| 2021 | Prêmio Jovem Brasileiro        | Melhor Apresentador                   | A Fazenda             | Pendente  | [ 65 ]        |
| 2021 | Meus Prêmios Nick              | Artista de TV Masculino               | A Fazenda             | Pendente  | [ 66 ]        |
| 2021 | Prêmio iBest                   | Influenciador do Ano São Paulo        | Marcos Mion           | Pendente  | [ 67 ] [ 68 ] |
| 2021 | Prêmio iBest                   | Comportamento e Família               | Marcos Mion           | Pendente  | [ 67 ] [ 68 ] |
| 2021 | Prêmio iBest                   | Opinião e Cidadania                   | Marcos Mion           | Pendente  | [ 67 ] [ 68 ] |
| 2021 | Prêmio iBest                   | Influenciadores Twitter               | Marcos Mion           | Pendente  | [ 67 ] [ 68 ] |
| 2021 | Melhores do Ano - RD1          | Melhor Apresentador                   | Caldeirão com Mion    | Pendente  | [ 69 ]        |
| 2021 | Prêmio F5                      | Melhor Apresentador de entretenimento | Caldeirão com Mion    | Venceu    | [ 70 ]        |
| 2021 | Melhores do Ano NaTelinha      | Melhor Apresentador                   | Caldeirão com Mion    | Pendente  | [ 71 ]        |
| 2021 | Melhores do Ano NaTelinha      | Personalidade do Ano                  | Caldeirão com Mion    | Pendente  | [ 71 ]        |
| 2021 | Prêmio Notícias da TV          | Melhor Apresentador(a)                | Caldeirão com Mion    | Pendente  | [ 72 ]        |
| 2022 | SEC Awards                     | Destaque em TV                        | Caldeirão com Mion    | Pendente  |               |
| 2022 | Prêmio Faz Diferença - O Globo | TV                                    | Caldeirão com Mion    | Pendente  |               |
| 2022 | Prêmio iBest                   | Influenciador São Paulo               | Marcos Mion           | Venceu    | [ 75 ]        |
| 2022 | Prêmio iBest                   | Personalidade do Ano                  | Marcos Mion           | TOP3      | [ 75 ]        |
| 2022 | Prêmio iBest                   | Comportamento e Família               | Marcos Mion           | Venceu    | [ 75 ]        |
| 2022 | Prêmio iBest                   | Influenciador Twitter                 | Marcos Mion           | Venceu    | [ 75 ]        |
| 2023 | Prêmio iBest                   | Família                               | Marcos Mion e Família | Venceu    | [ 76 ]        |
| 2023 | Prêmio iBest                   | Apresentadores de TV/Streaming        | Marcos Mion           | TOP3      | [ 76 ]        |
| 2023 | Prêmio iBest                   | Influenciador São Paulo               | Marcos Mion           | Venceu    | [ 76 ]        |

## Livros
Mion lançou, em 2016, o livro infantil A Escova de Dentes Azul, com ilustrações de Fabiana Shizue. O livro retrata o pedido de Natal de Romeo, primogênito do apresentador que é autista. Em 2018, Marcos Mion lançou o livro Pai de Menina, uma combinação de dicas para aproximação de pais e filhas e propostas práticas de fortalecimento desse vínculo.